# 维特雷站
维特雷站是法国的一个铁路车站，位于法国西部城市维特雷。

## 位置
维特雷站位于维特雷市区的部，巴黎－布雷斯特铁路335.886公里处，距离雷恩大约38公里。车站大致呈东西走向，开口朝北，正门为戴高乐广场。

## 历史
维特雷站的主站房由法国建筑师维克多·勒努瓦尔主持修建，并于1975年列入法国文物保护单位。
维特雷站所在的巴黎－布雷斯特铁路是由巴黎前往布列塔尼方向的必经之路。2017年7月法国高速铁路大西洋线勒芒—雷恩段通车后，途径维特雷的TGV列车数量大幅减少。不过，SNCF又新开通了连接南特和雷恩之间的TER列车。

## 设施
维特雷站设有人工售票窗口，其开放时间如下：
- 周一至周五：6:45~19:30
- 周六：9:30~18:30
- 周日及节假日：11:00~18:40

此外，维特雷站站内还设有自动售票机等设施。

## 停靠线路
以下列车线路在维特雷站停靠：
| 维特雷站列车线路表        |      |                         |               |              |
| 线路                      | 车种 | 上一站                  | 下一站        | 大致运行频率 |
| 巴黎—雷恩/圣马洛/布雷斯特 | TGV  | 拉瓦勒                  | 雷恩          | 每天4趟左右  |
| 拉瓦勒/维特雷—雷恩        | TER  | 圣皮耶尔拉库尔/（起点） | 雷拉克/沙托堡 | 每天2~18趟   |
| 勒芒—雷恩                 | TER  | 拉瓦勒/圣皮耶尔拉库尔   | 沙托堡        | 每天1~2趟    |
| 南特—雷恩                 | TER  | 拉瓦勒                  | 雷恩          | 每天3~5趟    |
| 1. 2.                     |      |                         |               |              |

## 配套交通

### 长途客车
| 停靠维特雷站的大巴车 |                               |                                                                      |
| 上下车地点           | 运营单位                      | 主要线路及目的地                                                     |
| 维特雷站门口         | 伊勒-维莱讷省城际客运 Illenoo | - 13线：巴拉泽、旺德莱地区沙蒂永、东皮耶尔迪谢曼、富热尔             |
| 维特雷站门口         | SNCF Car TER                  | - 当铁路线施工或罢工时，SNCF可能会提供途径该线路沿途站点的临时大巴车 |
| 1. 2. 3.             |                               |                                                                      |

### 市内交通
| 维特雷站附近的市内公共交通线路 |              | |
| 公交车站名称                   | 位置         | 停靠线路 |
| Gare 维特雷-火车站             | 维特雷站门口 | - 1路：维特雷-火车站 ↔ 佩鲁斯河下蒙特勒伊-里贝尔路 - 2路：维特雷-火车站 ↔ 波塞树林-教堂 - 3路：维特雷-火车站 ↔ 维特雷-巴拉提耶尔商业中心 - 4路：维特雷-火车站 ↔ 维特雷-圣艾蒂安 - 5路：维特雷-火车站 ↔ 维特雷-普拉盖水库 - 6路：维特雷-火车站 ↔ 维特雷-埃尔布雷转盘 - 7路：维特雷-火车站 ↔ 维特雷-博韦酒厂 |
| 1. 2.                          |              | |

### 社会车辆
维特雷站门口设有社会车辆停车场。

## 临近车站
| 维特雷站（Gare de Vitré）      |                    |                 |
| 上行车站                       | 线路               | 下行车站        |
| 圣皮耶尔拉库尔站 14.4km ←      | 巴黎－布雷斯特铁路 | 雷拉克站 → 10km |
| - 本表仅显示运营中的线路及车站 |                    |                 |